# Gymnocarpos kuriensis
Gymnocarpos kuriensis är en nejlikväxtart som först beskrevs av Radcl.-sm., och fick sitt nu gällande namn av L. Petrusson och M. Thulin. Gymnocarpos kuriensis ingår i släktet Gymnocarpos och familjen nejlikväxter. Inga underarter finns listade i Catalogue of Life.